# ریتسراو
ریتسراو (به آلمانی: Ritzerau) یک شهر در آلمان است که در هرتسوگتوم لاونبورگ واقع شده‌است. ریتسراو ۲۷۷ نفر جمعیت دارد.